# Alphons Baumgärtner

Alphons Baumgärtner (1910)

Julius Alphons Baumgärtner (* 21. Januar 1848 in Leipzig; † 3. September 1925 ebenda) war ein deutscher Verwaltungsjurist und Verleger.

## Leben
Er war der Enkel des Verlegers Friedrich Gotthelf Baumgärtner und Sohn des Verlegers Julius Alexander Baumgärtner, besuchte die Landes- und Fürstenschule Grimma und studierte anschließend Rechtswissenschaften an den Universitäten Heidelberg, Berlin und Leipzig. Nach mehreren Studienreisen war er knapp zwei Jahre an Gerichten in Leipzig als Verwaltungsjurist tätig, bevor er 1876 oder 1892 das väterliche Verlagsgeschäft übernahm. Das Stift Wurzen ernannte ihn zum Domherrn. Von 1905 bis 1910 war er Abgeordneter in der I. Kammer des Sächsischen Landtags. Er wurde 1925 auf dem Südfriedhof in Leipzig beigesetzt. Die Grabstätte ist noch vorhanden. Seine 1897 errichtete repräsentative Villa  im Leipziger Graphischen Viertel (Salomonstraße 26–28) wurde 1923 durch Otto Droge umgebaut, brannte im Dezember 1943 aus und wurde 1954/55 als Verlagssitz des Urania-Verlages wieder aufgebaut.